# Tichilești (okręg Konstanca)
Tichilești – wieś w Rumunii, w okręgu Konstanca, w gminie Horia. W 2011 roku liczyła 321 mieszkańców.